# HB Køge
HB Køge er navnet på overbygningen mellem fodboldklubberne Herfølge Boldklub og Køge Boldklub på Østsjælland, en overbygning som trådte i kraft pr. 1. juli 2009. Klubben spiller sine hjemmekampe på Køge Idrætspark i Køge. 
HB Køges herrehold spiller pt. i 1. division, mens HB Køge (kvinder) Spiller i  Elitedivisionen og blev Danske Mestre 3 sæsoner i træk fra 2020 til 2023.

## Historie

### Grundlæggelse
Herfølge Boldklub og Køge Boldklub havde over mange år overvejet, haft tanker, idéer og planer om at gennemføre og etablere en professionel overbygning. Den 14. marts 2009 blev samarbejdsaftalen, HB Køge godkendt af DBU til ikrafttrædelse 1. juli 2009. Overbygningsaftalen betød, at de to klubbers professionelle fodbold samles i den fælles overbygning HB Køge A/S, der kom til at erstatte den bedstplacerede af de to klubber ved starten af sæsonen 2009-10, hvilket blev i Superligaen efter Herfølges oprykning fra 1. division i sæsonen 2008-09. Samarbejdet omfatter endvidere U-19-, U-17-, U15-, U14- og U13-holdene. 
Køge Boldklubs bedste hold uden for overbygningen spiller i Serie 1, mens Herfølge Boldklubs ditto spiller i Sjællandsserien. Dette gælder for 2022-23-sæsonen.
Ingen øvrige hold i de to klubber blev fra starten i 2009 direkte berørt af overbygningen, men fortsatte som hidtil. Der blev dog etableret et tættere samarbejde mellem Herfølge BK og Køge BK omkring talentudvikling for årgangene fra U-15 og nedefter. Fra og med sæsonen 2015-16 stiller Herfølge Boldklub og Køge Boldklub i U14- og U15-rækkerne op med fælles hold i HB Køge-regi.
HB Køge spiller i indeværende sæson i blå og sort på hjemmebane og hvid på udebane. Trøjen på udebanedragten har skiftet flere gange. Desuden er der en svane i logoet, som den nye maskot. De nye trøjer var tæt på at ikke komme til Danmark inden klubben skulle debutere i Superligaen. Klubbens daværende tøjsponsor havde produceret tøjet i Tyrkiet, men det blev ikke sendt af sted mod Danmark i tide. Så derfor måtte en mand fra klubben selv tage til Tyrkiet for at hente tøjet, så det kunne være klar til debuten den 19. juli 2009 mod Silkeborg IF.
I 2020 trådte HB Køge ind på den danske kvindefodboldscene og rykkede straks op i landets bedste række. Og som oprykkerhold tog HB Køge overbevisende fusen på de etablerede klubber og vandt Danmarksmesterskabet i holdets første sæson i Kvindeligaen. Dermed brød de en periode på tyve år hvor Fortuna Hjørring og Brøndby IF havde delt mesterskaberne mellem sig.
Og i den følgende sæson gentog HB Køge kunststykket og genvandt mesterskabet ved at gå ubesejret gennem sæsonen. Det blev også til debut i UEFA Women's Champions League, hvor der siden er spillet kampe mod store hold som FC Barcelona, Arsenal FC og Juventus.
I HB Køge er det den amerikanske forretningsmand George Altirs, der er grundlægger og ejer af blandt andet tøjbrandet Capelli Sport, der er majoritetsaktionær. Det er derfor Capelli Sport, der siden 2018 har været tøjleverandør i HB Køge. Capelli Sport er også tøjleverandør i HB Køges moderklubber i Herfølge Boldklub og Køge Boldklub.

## Hjemmebane
I klubbens første mange år, havde de hjemmebane på Herfølge Stadion, men siden foråret 2019 har de spillet på Køge Idrætspark. Stadionet kan rumme 4000 tilskuere, hvoraf 1500 er siddepladser.
Der er aktuelle planer om at udvide stadion med flere tribuner og dermed øge kapaciteten.

## Spillere og trænerstab

### Nuværende spillertrup
Oversigt sidst opdateret: 22. Mars 2025